# Luise Rinserová
Luise Rinserová (30. dubna 1911, Pitzling, Německo – 17. března 2002, Unterhaching u Mnichova, Německo) byla německá spisovatelka, autorka mnoha románů a povídek.

## Životopis
Absolvovala střední školu v Mnichově, vystudovala pedagogiku a psychologii. Pracovala pak jako asistentka na několika školách v Horním Bavorsku. Seznámila se tam s reformovanými pedagogickými metodami Franze Seitze, který tak ovlivnil její způsob výuky. Během tohoto období také napsala své první povídky. Ačkoli odmítla vstoupit do NSDAP, po roce 1936 patřila k jejímu ženskému křídlu (něm. NS-Frauenschaft). V roce 1939 se vdala.
V roce 1944 byla uvězněna poté, co ji udal nacistický „přítel" kvůli podrývání vojenské morálky. Soudní proces, který by pravděpodobně skončil trestem smrti za zradu, byl zastaven díky konci války. Otřesnou zkušenost vězeňského života popsala v Deníku z vězení (Gefängnistagebuch), vydaném v roce 1946.
Od roku 1945 do roku 1953 byla na volné noze, psala pro noviny Neue Zeitung München. V roce 1959 se přestěhovala do Říma, o šest let později do městečka Rocca di Papa v jeho blízkosti. Naposled žila v Unterhachingu u Mnichova, kde v roce 2002 zemřela.

### Politické aktivity
Rinserová se angažovala v politických a sociálních otázkách. Podporovala např. Willyho Brandta, protestovala proti investicím do jaderných zbraní v Německu. Stala se také ostrým kritikem katolické církve. Přesto ji však nikdy neopustila, byla rovněž akreditovanou novinářkou na druhém vatikánském koncilu.
V roce 1984 ji němečtí Zelení navrhli jako kandidátku na německou prezidentku. Spolkový president Johannes Rau Rinserovou ocenil jako jeden z velkých literárních hlasů poválečného období.

### Osobní život
Jejím prvním manželem se v roce 1939 stal skladatel Horst Günther Schnell, který také byl otcem jejích dvou synů. Zemřel za 2. světové války na východní frontě. Po jeho smrti se provdala za komunistického spisovatele Klause Herrmanna; toto manželství bylo ukončeno kolem roku 1952.
Jejím třetím manželem se stal skladatel Carl Orff. Brali se v roce 1954, po šesti letech se však rozvedli. Jejím přítelem byl také korejský skladatel Yun I-sang. Blízký vztah navázala s opatem benediktinského kláštera Ettal Johannesem Maria Hoeckem a také s teologem Druhého vatikánského koncilu Karlem Rahnerem.

## Dílo

### České a slovenské překlady
- Jan Lobel z Varšavy, LD, 1964
- Dobrodružství ctnosti, Vyšehrad Praha 1983
- Mirjam, Vyšehrad Praha, 1989, 33-817-89
- Voláte ma Mária Magdaléna, Obzor 1991, ISBN 80-215-0167-7
- Abaelardova láska, Slovenský spisovatel´, 1993, ISBN 80-220-0420-0

## Ocenění
- René-Schickele-Preis-Ehrung
- Heinrich-Mann-Preis
- Ignazio-Silone-Preis
- Kunst-und Kultur-Preis (Cena kultury a umění)

aj.